# Proteuxoa callimera
Proteuxoa callimera är en fjärilsart som beskrevs av Oswald Beltram Lower 1897. Proteuxoa callimera ingår i släktet Proteuxoa och familjen nattflyn. Inga underarter finns listade i Catalogue of Life.